# Res sobre nosaltres sense nosaltres
Res sobre nosaltres sense nosaltres (en llatí: Nihil de nobis, sine nobis) és un eslògan que comunica la idea que cap representant no ha de decidir cap política sense la participació completa i directa dels membres del grup o grups afectats per aquesta política. Això implica grups nacionals, ètnics, amb discapacitat o altres grups que sovint es consideren marginats d'oportunitats polítiques, socials i econòmiques.
La dita té els seus orígens en les tradicions polítiques de l'Europa Central. Va ser el lema polític que va ajudar a establir, i traduït vagament al llatí, el nom de la llei constitucional de 1505 de Polònia, Nihil novi, que va transferir per primera vegada l'autoritat governadora del monarca al parlament. Posteriorment, es va convertir en un pseudònim de normes democràtiques. En aquest ús, és molt semblant a una de les consignes més conegudes de la Guerra de la Independència dels Estats Units, «No hi ha taxació sense representació». També és un principi de la llei hongaresa i de la política exterior, i va ser una pedra angular de la política exterior d'entreguerres de Polònia.
El terme en la seva forma anglesa (Nothing About Us Without Us) va començar a utilitzar-se en l'activisme dels drets dels discapacitats durant la dècada del 1990. James Charlton relata que va escoltar per primera vegada el terme utilitzat en les converses dels activistes sud-africans pels drets dels discapacitats, Michael Masutha i William Rowland, que alhora havien sentit la frase utilitzada per un activista sense nom de l'Europa de l'Est en una conferència internacional sobre drets de discapacitat internacional. El 1998, Charlton va utilitzar la dita com a títol d'un llibre sobre els drets dels discapacitats. L'activista pels drets dels discapacitats David Werner va usar el mateix títol per a un altre llibre, també publicat el 1998.
Des d'aleshores, la dita s'ha traslladar del moviment dels drets dels discapacitats cap a altres grups d'interès, identitats polítiques i moviments populistes.